# Jeszcze tylko ten las
Jeszcze tylko ten las – polski film wojenny z 1991 roku.

## Obsada aktorska
- Ryszarda Hanin – Kulgawcowa
- Joanna Friedman – Rutka
- Marta Klubowicz-Różycka – Jaśka, córka Kulgawcowej
- Marzena Trybała – doktorowa, matka Rutki
- Marek Bargiełowski – szmalcownik
- Bogusław Sochnacki – Hans, żołnierz niemiecki
- Jerzy Moes - granatowy policjant w budynku sądów na Lesznie

## Fabuła
Kulgawcowa zgadza się wyprowadzić Rutkę, córkę swojej byłej pracodawczyni, z getta do rodziny na wsi. Są już blisko celu wyprawy, kiedy napotykają niemieckiego żołnierza. Z aryjskich dokumentów Rutki wypada zabrane przez nią ukradkiem zdjęcie jej rodziców.

## Zdjęcia
- Warszawa (budynek sądów na Lesznie, dworzec PKP Warszawa Główna), Józefowo (stacja PKP Wkra)